# Giacomo Gentilomo
Giacomo Gentilomo (né le 5 avril 1909 à Trieste et mort le 16 avril 2001  à Rome) est un scénariste et réalisateur italien.

## Filmographie

### Monteur
- 1934 : Temps maximum (Tempo massimo) de Mario Mattoli
- 1935 : Amo te sola de Mario Mattoli, également scénariste

## Scénariste
- 1959 : L'Archer noir (L'arciere nero) de Piero Pierotti

### Réalisateur
- 1937 : Sinfonia di Roma
- 1939 : Le Carnaval de Venise (it) (Il carnevale di Venezia), coréalisé avec Giuseppe Adami
- 1940 : Ecco la radio!
- 1940 : La granduchessa si diverte (it)
- 1941 : Brivido (it)
- 1941 : Luna di miele
- 1942 : Finalmente soli
- 1942 : Pazzo d'amore
- 1943 : Mater dolorosa (it)
- 1943 : Cortocircuito (it)
- 1944 : In cerca di felicità (it)
- 1946 : Tempesta d'anime
- 1946 : O sole mio
- 1946 : Amants en fuite (Amanti in fuga)
- 1946 : Attentat à Téhéran (it) (Teheran), coréalisé avec William Freshman
- 1947 : Les Frères Karamazov (I fratelli Karamazoff)
- 1949 : Biancaneve e i sette ladri
- 1949 : Lieutenant Craig (it) (Ti ritroverò)
- 1950 : Le Faucon (Al-Sakr - الصقر ), coréalisé avec Salah Abou Seif
- 1950 : L'Épervier du Nil (Lo sparviero del Nilo)
- 1950 : Acte d'accusation (Atto d'accusa)
- 1951 : Caruso, la légende d'une voix (Enrico Caruso, leggenda di una voce)
- 1953 : Prisonnière des ténèbres (La cieca di Sorrento)
- 1953 : Mélodies immortelles (Melodie immortali)
- 1954 : L'amour viendra (it) (Appassionatamente)
- 1954 : Les Deux Orphelines (Le due orfanelle)
- 1956 : Una voce una chitarra e un pò di luna
- 1957 : Le Chevalier blanc (Sigfrido)
- 1957 : La trovatella di Pompei
- 1959 : Roland, le Chevalier sans terre (Il cavaliere senza terra)
- 1961 : Le Dernier des Vikings (L'ultimo dei Vikinghi)
- 1962 : Maciste contre le fantôme (Maciste contro il vampiro)
- 1962 : Les Lanciers noirs (I lancieri neri)
- 1963 : Les Canons de San Antiogo (Le verdi bandiere di Allah), coréalisé avec Guido Zurli
- 1963 : Brenno le tyran (Brenno il nemico di Roma)
- 1964 : Maciste contre les hommes de pierre (Maciste e la regina di Samar)